# Nasensonde

Nasogastrale Sonde (auch: Magensonde)

Eine Nasensonde, nasale oder transnasale Sonde ist ein über die Nase eingeführter Schlauch. Einige transnasale Sonden dienen der künstlichen Ernährung eines Menschen, sie können aber ebenso zur Entlastung eingesetzt werden, da darüber zum Beispiel Blutungen abgesaugt oder Mageninhalt abgeleitet werden kann. Eine weitere Form ist eine nasale Sonde, die über ein Leitungssystem mit einem Sauerstoffgerät verbunden ist und die eingeatmete Luft mit Sauerstoff anreichert; sie wird als O2-Nasensonde bezeichnet.

## Transnasale Sonde
Die Sonden bestehen je nach Typ und Hersteller aus PVC, Polyurethan, Latex oder Silikonkautschuk. Über die Liegedauer einer Nasensonde gibt es verschiedene Angaben. Je nach Haltbarkeit des verwendeten Materials der Nasensonde kann eine Sonde bis zu vier Wochen oder länger liegen. Insbesondere PVC- und Latexsonden werden wegen ihrer schlechteren Verträglichkeit nur für eine sehr kurze Verweildauer, beispielsweise zur Ableitung von Blut oder Giften gewählt.
Eine transnasale Sonde ist nur für die kurzfristige Ernährung oder anderweitige Therapie des Patienten ratsam, da sich durch die liegende Sonde im Rachenraum der Schluckreflex abbauen kann. Außerdem können Druckstellen entstehen. Bei längerfristiger Ernährung über eine Ernährungssonde wird in der Regel die Anlage einer perkutanen endoskopischen Gastrostomie (PEG) empfohlen.

### Nasogastrale Sonde
Die Magensonde wird durch das Nasenloch über den Rachenraum innerhalb der Speiseröhre bis in den Magen gelegt. Der Patient benötigt für diesen Eingriff keinerlei Betäubung oder Narkose. Der äußere Teil der Sonde wird anschließend auf dem Nasenrücken mit einem Heftpflaster fixiert. Zur Kontrolle der korrekten Lage der Sonde wird mittels einer Spritze Magensaft abgezogen und auf ihren pH-Wert getestet. Ist dieser alkalisch, liegt die Sonde vermutlich im Dünndarm oder in der Lunge. Liegt sie im Dünndarm, muss sie ein Stück zurückgezogen werden. Sollte die Sonde in der Lunge liegen, muss sie neu gelegt werden. Eine weitere Kontrollmethode ist, eine Blasenspritze mit etwa 20 ml Luft aufzuziehen und diese durch die Sonde zu verabreichen, während mit einem Stethoskop gleichzeitig die Magengegend abgehorcht wird. Ist ein Gluckern im Magen zu hören, liegt die Sonde korrekt. Der Goldstandard für die Lagekontrolle ist ein bildgebendes Verfahren wie Röntgen, Sono oder CORTRAK. 
Die Lagekontrolle muss nach jedem Sondieren und vor jeder Nahrungs- und Flüssigkeitsgabe durchgeführt werden. Die Ernährung mit spezieller Sondennahrung kann sofort beginnen.

### Nasoduodenale Sonde
Die nasoduodenale Sonde wird wie eine nasogastrale Sonde eingelegt, Ziel ist jedoch nicht der Magen, sondern das Duodenum, der Zwölffingerdarm. Das Legen der Sonde erfolgt in der Regel unter Röntgenkontrolle, die Sonden selbst sind länger als die nasogastralen Sonden und unterscheiden sich beispielsweise durch einen eingelegten Führungsdraht, eine aufrollbare Spitze oder einen Halteballon. Vorteil der Positionierung im Duodenum ist die verminderte Aspirationsgefahr, jedoch ist eine niederosmolare Nahrung wegen besserer Verträglichkeit zu wählen. Sie sollte ausschließlich über eine Ernährungspumpe verabreicht werden, damit sie ausreichend langsam in den Dünndarm läuft.

## Sauerstoff-Nasensonde

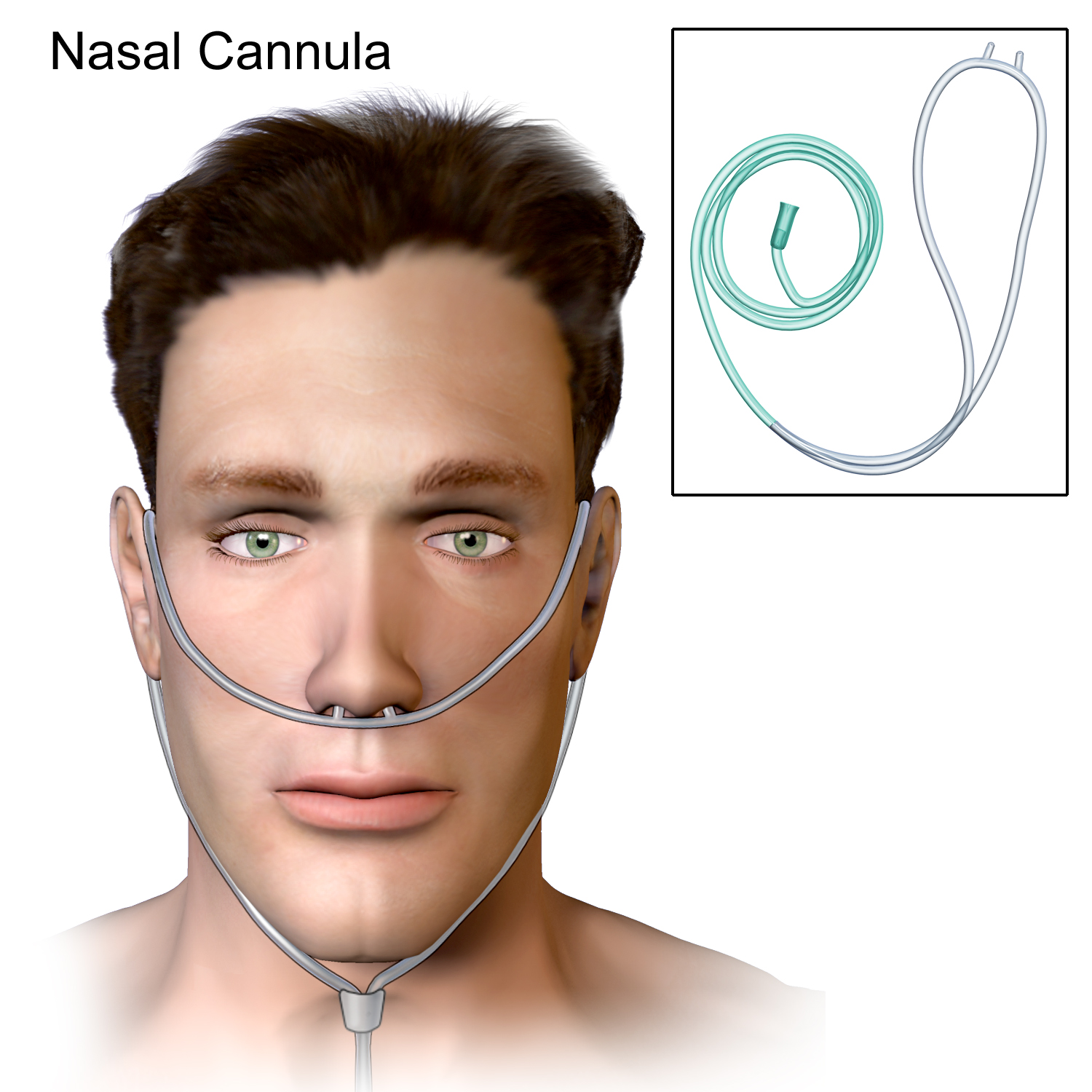
Nasensonde zur O_{2}-Versorgung (Sauerstoffbrille)

Einzel-Nasensonden zur Atemluftanreicherung (Insufflation) mit Sauerstoff werden meist mit Hilfe eines Schaumstoffringes in einem Nasenloch fixiert. Dabei wird die Sonde etwa einen Zentimeter tief in die Nase eingelegt. Der Patient wird durch die Sonde nicht beim Essen und Trinken behindert, jedoch neigt die Sonde durch die Art der Befestigung ohne weitere Fixierung mit Pflastern zum Herausrutschen. Daher wurde sie zur sogenannten Sauerstoffbrille weiterentwickelt, die vor allem in der längerfristigen kontinuierlichen Sauerstofftherapie verwendet wird. Deren Schlauch teilt sich etwa in der Mitte zu einer Schlaufe. Die Schlaufe wird über beide Ohren gelegt oder am Hinterkopf fixiert, so dass die ca. 1 bis 1,5 cm langen Einflussstutzen in die Nasenlöcher reichen. Unter dem Kinn kann der Sitz der Sonde reguliert werden.
Reizungen der Nasenschleimhaut kommen bei beiden Sondenarten häufig vor; daneben können sich Druckstellen in der Nase entwickeln, bei der Sauerstoffbrille auch hinter den Ohren. Außerdem besteht durch die Schlaufe der Brille bei unsachgemäßer Anwendung oder bei desorientierten Patienten Strangulationsgefahr (wie auch bei Sauerstoffmaskenanwendung).